# Miraijin Kaos
Miraijin Kaos (未来人カオス, Miraijin Kaosu) is een shonen sciencefiction manga van Osamu Tezuka. Hij werd oorspronkelijk uitgegeven in Weekly Shonen Magazine van 14 april 1978 tot en met 1 januari 1979.
In 2008-2009 werd de manga naar het Frans vertaald door Cornélius.

## Verhaal
Jeugdvrienden Koji Suhami en Jo Daigo leggen samen het toegangsexamen van een prestigieuze universiteit af, maar enkel Koji slaagt. Een mysterieus persoon geeft Jo de keuze om Koji te vermoorden en alsnog te slagen. Jo neemt het aanbod aan.
Een mysterieuze jongedame transporteert Koji's lijk naar de ruimte en brengt hem tot leven als androïde. Koji keert terug naar de aarde en ontdekt dat er 10 jaar voorbij zijn gegaan sinds zijn dood. Jo, nu een machtig man, bant Koji naar de verlaten planeet Chaos. Koji neemt de naam Kaos aan en ondergaat een gevaarlijke reis terug naar de aarde om wraak te nemen op Jo.